# ديفيد موس (كرة سلة)
ديفيد موس (بالإنجليزية: David Moss)‏ مواليد 9 سبتمبر 1983 في شيكاغو، هو لاعب كرة سلة أمريكي معتزل. بدأ مسيرته الاحترافية في سنة 2006. لعب في ليغا باسكيت الدرجة الأولى. حمل الرقم 34. يبلغ طوله 6 قدم 5 بوصة (2.0 م).

## المسيرة الاحترافية
لعب مع أورورا باسكت ييزي في موسم 2007–2008، ثم لعب مع تيرامو باسكت في الدوري الإيطالي في موسم 2008–2009، ثم لعب مع فيرتوس بالاكانسترو بولونيا في موسم 2009–2010، ثم لعب مع منز سانا 1871 باسكت من سنة 2010 إلى 2013، ثم لعب مع أولمبيا ميلانو في الدوري الإيطالي من سنة 2013 إلى 2015.

## روابط خارجية
- ديفيد موس على موقع الدوري الأوروبي لكرة السلة (الإنجليزية)
- ديفيد موس على موقع كرة السلة الأوروبية.كوم (الإنجليزية)
- ديفيد موس على موقع DraftExpress.com (الإنجليزية)
- ديفيد موس على موقع كلية كرة السلة في سبورتس رفرنس.كوم (الإنجليزية)
- ديفيد موس على موقع ريلجم (الإنجليزية)
- ديفيد موس على موقع بروبوليرز (الإنجليزية)
- ديفيد موس على موقع سبورتس رفرنس (الإنجليزية)